# Deleni (Costanza)
Deleni, fino al 1940 Ienidja (in turco Ienidja) è un comune della Romania di 2 428 abitanti, ubicato nel distretto di Costanza, nella regione storica della Dobrugia.
Il comune è formato dall'unione di 4 villaggi: Deleni, Petroșani, Pietreni, Șipotele.